# Gucin (Łukta)
Gucin (deutsch Taubenhof, genannt Gutchen) ist ein Ort in der polnischen Woiwodschaft Ermland-Masuren. Er gehört zur Gmina Łukta (Landgemeinde Locken) im Powiat Ostródzki (Kreis Osterode in Ostpreußen).

## Geographische Lage
Gucin liegt im Westen der Woiwodschaft Ermland-Masuren, 20 Kilometer nordöstlich der Kreisstadt Ostróda (deutsch Osterode in Ostpreußen).

## Geschichte
Um das Jahr 1915 wurde der Abbau Grommelt gegründet und 1921 als Taubenhof bezeichnet, obwohl der kleine Weiler im Volksmund fast ausschließlich Gutchen genannt wurde. Er war bis 1945 ein Wohnplatz im Nordwesten der Gemeinde Brücvkendorf (polnisch Łukta) im Kreis Osterode in Ostpreußen. In Kriegsfolge kam Gutchen in Kriegsfolge zusammen mit dem ganzen südlichen Ostpreußen zu Polen und erhielt die polnische Namensform „Gucin“. Heute ist die Siedlung ein Teil der Landgemeinde Łukta (Landgemeinde Locken) im Powiat Ostródzki (Kreis Osterode in Ostpreußen), bis 1998 der Woiwodschaft Olsztyn, seither der Woiwodschaft Ermland-Masuren zugehörig.

## Kirche
Bis 1945 war Taubenhof resp. Gutchen über die Muttergemeinde Brückendorf in die evangelische Kirche Locken in der Kirchenprovinz Ostpreußen der Kirche der Altpreußischen Union, außerdem in die römisch-katholische Kirche Neu Kockendorf (polnisch Nowe Kawkowo) eingepfarrt. Heute gehört Gucin katholischerseits zu Nowe Kawkowo im Erzbistum Ermland, evangelischerseits zur Kirche Łęguty (Landggut), einer Filialkirche von Ostróda in der Diözese Masuren der Evangelisch-Augsburgischen Kirche in Polen.

## Verkehr
Gucin liegt an der Kreisstraße (polnisch Droga powiatowa) DP 1203N, die Wilnowo (Willnau) über Mostkowo (Brückendorf) mit Gutkowo (Göttkendorf) verbindet. Die nächste Bahnstation ist Kozia Góra (Ziegenberg, 1926 bis 1945 Schönhausen) an der heutigen PKP-Linie 220 Olsztyn–Bogaczewo (deutsch Allenstein–Güldenboden).